# Наука у средњовековном исламском свету
Овај чланак описује историју науке у исламској цивилизацији између осмог и шеснаестог века. За информације о значењу појма науке у исламској традицији, погледајте чланак Ислам и наука.
Наука у средњовековном исламском свету представља спровођење научних истраживања у исламском свету током Исламског златног периода (од 750. до 1258). У току тог периода, индијска, иранска и посебно грчка научна дела су преведена на арапски језик. Ови преводи су били подстрек за научне напретке које су научници у исламској цивилизацији направили у току средњег века.
Научници у исламској цивилизацији су били разних народности. Већином су били Персијанци, па онда Арапи Маври, Асиријци и Египћани. Било их је и разних религијских убеђења. Већина била исламска, али је било и хришћана и јевреја.

## Појам науке у исламској традицији
Реч ислам се односи на исламску религију, као што се односи и на исламску цивилизацију која је офоримрана на основу те религије. Исламска цивилизација је допустила суживот различитих култура и понашања на својој територији, иако се број муслиманског становништва из дана у дан повећавао.
Исламска религија је настала у току живота посланика Ислама, Мухамеда. После његове смрти 632. године, ислам се ширио под руковођством муслиманских владара, званих калифа. Стабилизација политичког живота у току владавине абасидских калифа је омогућило исламским научницима да са прихватљивом мером смирености забележе исламско златно доба. Са друге стране, пространост територије исламске цивилизације и ширење трговачких односа са суседима су допринели што већем упознавању муслимана са осталим цивилизацијама.
Многа научна дела су у том периоду преведена на арапски језик у Кући мудрости коју су основали Абасидске калифе ради упознавања суседских култура. У том подухвату, који је назван Преводилачки покрет, су преведена дела наслеђа хеленистичке, индијске и персијске цивилизације. Хеленистичка интелектуална традиција је била предмет интересовања многих исламских научника, тако да су скоро сви важни списи грчких филозофа били преведени на арапски језик.
Грчка филозофија, укључујући и емпиријске науке, је била широко позната у Месопотамији и Персији пред појаву ислама. Већина ових наука није имала суштинске конфликте са исламском традицијом, те су стога општеприхваћене од стране исламских учењака и калифа. Неки филозофи-научници су уживали велики углед и комфор бавећи се астрономијом и медицином.

## Поља истраживања
Наука у исламском свету је проширена после повезивања са персијским, индијским и грчким учењима. Ширину научног напретка у исламском свету још увек не познајемо потпуно, али знамо да је реч о веома значајној ствари. Научни напреци у исламском свету су остварени на пољу разних дисциплина, међу којима су најзначајнији били: математика, астрономија (ипак су се претежно бавили астрологијом, првенствено писањем хороскопа), медицина, физика, хемија (иако би правилан термин био алхемија), космологија, офталмологија, географија и картографија, социологија и психологија.

### Математика
У рано доба ислама, Арапи нису показивали велико интересовање за то да савладају различите обллике математичких дисциплина. У то време, главна употреба математике се сводила на обрачунавање и прикупљање пореза. Са друге стране, порески управници су углавном бирани из редова страних досељеника које је део оноверних муслимана, на основу своје паганске подсвести, није сматрао прворазредним грађанима. Услед интензивне урбанизације исламског друштва и све већег присустности разних аспеката градског живота, потреба за математиком се све више осећала. Муслимани су тада са великом наклоношћу прихватили старогрчку литературу, као и литературу из осталих делова света, о разним дисциплинама ове науке. Пре свега потребу за овом дисциплином су осећали архитекте и астрономи. Тек касније је математика порерасла у засебно дефинисану науку. Муслимани су врло брзо упознали и индијске бројеве и зато су употпунили своје знање о алгебри и тригонометрији. Касније су детаљније користили математичке могућности бројева, посебно нуле, и успели да реше многе нумеричке и децималне разломке. На основу таквих резултата су употпунили различите облике једначина.

#### Ахмед ибн Абдулах Марвази
Ахмед ибн Абдулах Марвази је умро између 864. и 873. године нове ере. Познат је под псеудонимом Хабш Хасиб и један је од реномираних иранских математичара. Пореклом из Мерва, али је услед научних и политичких околности живео у Багдаду. Марвазијева научна дела потврђују да су његова истраживања умногоме допринела усавршавању површинске и сферне тригонометрије. Он је одлично познавао разне тригонометријске функције, попут синуса, косинуса, тангенса и котангенса, и успешно их је употребљавао у функцијама сферне тригонометрије. Написао је бројна астрономска дела са математичким усмерењем међу којима се налазе аз-Зидж ад-Дамаски (срп. Дамјански хороскоп) и аз-Зидж ал-Мамуни (срп. Мамунов хороскоп). Марвази је написао и чувену књигу Китабун фи марфија ал-курету ва-амали биха (срп. О сферним функцијама и њиховој употреби). Један препис те књиге се данас чува у Истанбулу.

#### Абу Џафер Мухамед ибн Муса Хорезми
Абу Џафер Мухамед ибн Муса Хорезми је ирански научник из 9. века (умро је 847. године) који се бавио различитим математичким, астрономским, историјским и географским научним дисциплинама. Убраја се међу активне чланове Куће мудрости у доба калифа Мамуна. Рођен је у Хорезму (данашњој Хиви) где је током основног образовања упознао главне смернице иранске предисламске математике и астрономије. Најпознатији је по свом ремек делу ал-Ђабр (срп. Алгебра), а сам Хорезми се сматра утемељивачем ове научне дисциплине. Чак и сам назив дициплине долази од овог његовог дела. Европски научници су придавали велики значај алгебри која је у доба Врансиска Вијета (1540—1603) била главни темељ научно-математичких истраживања. Осим Алгебре, Хорезми је написао бројна дела. Познато је да је написао обиман тракт о принципима стаоиндијске аритметике, иако оригиналан рукопис није пронађен. Поседује се само латински превод одвог дела из 14. века. Ибн Недим му у својој књизи ал-Фихрист Хорезмију преписује и два хороскопа које назива Сидантским хороскопима.

#### Фазл ибн Хатам Неиризи
Један од истакнутих муслиманских математичара и астронома персијског порекла је Фазл ибн Хатам Неиризи. Неиризи је радио од друге деценије 9. века све до почетка 10. века. Рођен је у Неиризу, у иранској провинцији Фарс, у добу абасидског калифа Мутазида. Написао је коментар Еуклидових Постулата, али је при коментарисању дела користио превод на арапски који је урадио Хаџаџ ибн Јусуф ибн Матар. Осим овог коментара Неиризи је написао и тракт Рисалтун фи бајан ал-мусадира ал-машхура ли Уклидус (срп. Посланица у којој се образлажу чувени Еуклидои извори) у ком пише о Еуклидовим иновацијама у геометрији.

#### Муса ибн Шакир
Муса ибн Шакир је био истакнути ирански научник и инжењер. Шакир је био близак пријатељ абасидског калифа Мамуна. Након Шакирове смрти, Мамун је омогућио његовој малолетној деци: Мухамеду, Ахмеду и Хасану да се образују у чувеној Кући мудрости. Његови синови су врло брзо напредовали и сами су спроводили своја математичка истраживања. У једном од њих су открили методу валидног разматрања трисекције угла. Сходно томе су презентовали начин конструисања трећине датог, произвољног угла. Та теорија је образложена у делу Марифату масаха ал-ашкал ал-басита ва ал-курија (срп. Разматрање о квадратној површини сферних фигура). Дошли су и до иновативних решења на пољу Архимедове методе одређивања квадратуре круга. Сиџзи, муслимански историчар, тврди да су Мусини синови одлично познавали и начин цртање елипсе концем. Они би најпре припремили конопац који је дупло дужи од раздаљиње између два фокуса елипсе, стабилизовали би га уз њих и онда нацртали елипсу помоћу пера које би причврстили око конца. Мусини синови су такође на арапски језик превели многа старогрчка дела о геометрији и математици, дела која су касније европски мислиоци преводили на латински, и тако их очували чак и након уништења старогрчких оригинала.

#### Абдул-Хусеин Сабит ибн Кура ибн Захрун Харани
Абдул-Хусеин Сабит ибн Кура ибн Захрун Харани је математичар из 9. века рођен 826. године у Харану у сабејској породици. Осим сиријачког који му је био матерњи језик, течно је говорио и старогрчки и арапски. Сабит је брзо напредовао у разним научним дисциплинама и за собом је оставио математичка дела која ће бити од непроцењивог значаја за ширење ове науке у разним пределима где је исламска цивилизација била доминантна. Његова дела се деле у две групе. Књиге и тракте које је лично писао спадају у прву, док дела која је преводио са старогрчког или дела у оквиру којих је кориговао већ постојеће арапске преводе, а која су изворно написали стари славни математичари спадају у другу групу. Сабит је оставио за собом више од 10 превода и 18 матаматичких дела.

#### Абу Абдулах Мухамед ибн Џабир Батани
Абу Абдулах Мухамед ибн Џабир Батани је био матаматичар који је имао велику утицај на научни развој одређених математичких дисциплина, нарочито тригонометрије. У својим истраживањима је преферирао староиндијску методу засновану на синусном образложењу и углаввном оставио по страни Птолемејев начин који се сводио на фундаментне хипотезе. Такође, он је први у историји математике који је обратио пажњу на контангенс таблице.

#### Абдул-Вафа Мухамед ибн Мухад Бузђани
Абдул-Вафа Мухамед ибн Мухад Бузђани је ирански математичар и астроном рођен 940. године у Бузђану (данашњем Бирџанду) у долини Кохестана. Бузђани је још током живота био сматран најзначајнијим муслиманским мислиоцем. То потврђује и чињеница да га је Ибн Недим, његов савременик и историчар, спомиње у његовом делу ал-Фихрист. Бузђани је рођен у истакнутој научној породици и своје образовање о математици стиче од свог стрица и ујака. Своја истраживања у пољима геометрије, тригонометрије, математике и астрономије почиње да спроводи тек након што се 959. године пресели у Багдад. Његов главни допринос је у пољу тригонометрије, пишући о употреби дијаграма тангенса у решавању различитих једначина у сферним правоуглим троугловима. Он је на тај начин успешно приступио и формирању криве у споменутим троугловима. Између осталог је у својим математичким трактима спровео и успешне иновативне методе из сферне тригонометрије како би дотада најпрецизније измерио раздаљину измешу Багдада и Меке. Он је такође показао разне начине за цртање геометријских фигура простим прибором попут лењира и шестара са статичном осовином.
Велики део његових иновација је презентован у његовом грандиозном делу Фи ма јахтађу илејхи ал-куттаб ва ал-'уммал ва гајрухум мин илм ал-хисаб (срп. О основним потребама писаца, службеника и осталих људи за аритметиком). У прва три поглавља аналитички разјашњава основне математичке операције и функције, као и методе рачунања површине разних геометријских фигура. У наредна четири поглавља посебну пажњу посвећује конверзијским операцијама, трговини и системима на основу којих делују пореске управе. У последњем поглављу је са великом прецизношћу изнео резултате својих истраживања о мерењу географских раздаљина, планинских висина, ширине разних река и дубина бунара. У књизи је приложио засебан додатак са још три одвојена поглавља. У првом од њих је писао о концептуалним фундаментима математичких перцепција, у другом се по први пут сусрећемо са употребом негативних бројева. Осим овог дела, оставио је и астрономско-математичко дело ал-Мађисти (срп. Алмагест), књигу Фи ма јахтађу илејхи сани' мин а'мал ал-хиндиста (срп. О основним потребама архитекта на пољу геометрије) и бројне есеје и посланице.

#### Абу Рејхан Мухамед ибн Ахмед Бируни
Абу Рејхан Мухамед ибн Ахмед Бируни је био муслимански мислилац персијског порекла који је живео крајем 10. и почетком 11. века. Рођен је у насељу Бирун у околини града Кас. Свој изванредни научни таленат је показао још у раној младости. У разним периодима живота је написао славна научна дела из области математике, астрономије, фармакологије, минерологије, географије и индологије. Иза себе је оставио преко 180 дела написаних у виду монографија, научних траката и превода. Од тога је најмање 115 наслова дирекно повезано са математиком.

#### Абу Али Хусеин ибн Абдулах ибн Сина (Авицена)
Абу Али Хусеин ибн Абдулах ибн Сина је један од најславнијих муслиманских мислилаца. Бавио се различитим научним дисциплинама: филозофија, медицина, математика и астрономија. Рођен је 981. године у близини Бухаре где је и савладао основне студије логике, медицине и математике. Када је са седамнест година излечио Нуха ибн Менсура Сманија добио је дозволу да користи државну библиотеку. Његово најславније математичко дело се налази у референтном енциклопедијском спису аш-Шифа (срп. Исцељење). Овде је написао четири поглавља. Прво је у вези са геометријом, друог разматра главна питања из аритметике, у трећем разјашњава фундаменте музике као науке, док у четвртом представља своја сазнања о астрономији.

#### Абу Џафер Мухамед ибн Мухамед ибн Хасан (Хаџе Насирудин Туси)
Абу Џафер Мухамед ибн Мухамед ибн Хасан је рођен 16. фебруара 1201. године у Тусу. Један је од насјславнијих муслиманских мислиоца свих времена. Најпре је код свог оца, који је у то време био један од истакнутих муслиманских правника, изучавао сакралне и књижевне традиционалне науке. Нешто касније у истом граду је усавршио студије из области рационалних наука – од филозофије и математике све до рационалних постулата физичких наука. На Хугалов званични захтев, Хаџе Насирудин је основао грандиозну опсерваторију у Марагаду где је окупио највећи број ондашњих славних математичара и астронома. Преминуо је 2. јуна 1274. године у Казимију, а иза себе је оставио више од десет значајних математичких дела, као и бројне критичко-аналитичке осврте и рецензије.

#### Гијасудин Џамшид ибн Масуд ибн Махмуд Табиб Кашани
Гијасудин Џамшид ибн Масуд ибн Махмуд Табиб Кашани је био математичар познат по томе што је своје истраживачке пројекте реализовао захваљујући својим техничким иновацијама на пољу израде осетљивих опсерватотијских инструмената. Због својих дела је привукао пажњу каснијих западних математичара који су тврдили да је био испред своје епохе. На позив Улуг-бега се 1421. преселио у Самарканд где ће бити председник централне државне опсерваторије. Један од његових математичких успеха је што је одредио приближне вредности броја Пи који означава однос обима и пречника круга. Његов резултат је остао беспрекоран чак 150 година након његове смрти.

#### Салахудин-паша Муса ибн Мухамед ибн Махмуд Казизаде Руми
Салахудин-паша Муса ибн Мухамед ибн Махмуд Казизаде Руми је био муслимански астроном и математичар рођен око 1365. године у Бурси, данањој Турској. Његов отац је у име ондашње власти у том граду обављао дужност главног судије. Но, Салахудин се по препоруци учитеља и уз сагласност родитеља након окончаних уводних студија сели у Месопотамију где је усавршио знање о математици. Салахудин је 1421. године изабран за главног представника грандиозне научне академије у Самарканду, изграђене по наредби Улуг-бега. Поред својих административних обавеза, Казизаде је био активно укључен и у наставни програм тог универзитета и држао је предаваља из одређених научних математичких и астрономских дисциплина.

### Астрономија
Ослањајући се на Птолемејеву традицију из старогрчке баштине и користећи астрономска достигнућа старих Персијанаца и Индијаца муслимански научници су успели да оставе за собом драгоцене резултате у историји астрономије. Њихов значај и утицај на овом пољу почиње од Мухамеда Фазарија, првог муслиманског астронома који је живео у 8. век у добу абасидске династије. Његов хоеоском је био заснован на фундаменталним принципима Сиданте, чувеног Брахмагуптиног дела. Фазари је прва особа у истоји ислама која је направила астролаб. Написао је дело Синд Хинд кабир (срп. Велика Сиданта), по узору на Сиданту, књигу која је представљала пионирски водич из астрономије у исламском свету све до периода абасидског калифа Мамуна у 9. веку.

#### Бану Сабах
Бану Сабах је била породица научника из 9. века коју су чинила три брата: Мухамед, Ибрахим и Хасан. Посебно су познати по томе што су у оновременим научним институцијама и едукативним академијама радили на пројектима чији је циљ био да понуде научне одговоре на многе значајне астрономске нејасноће. За собом су оставили велики број научних дела, а међу њиховим радима се издваја истраживачки рад о квалитету Сунчевог кретања на основу Птолемејевог геоцентричног система, као и радови у вези мерења амплитуда. Мухамед ибн Сабах је ширину амплитуда израчунао опсерваторијским методом – ширина ампитуда је у ствари обимна величина лука на хоризонту између изласка и заласка Сунца и означава његов најпростаранији део. На жалост, од бројних дела ове породице, само је тракт Фи амали ас-са'а ал-мабсута би ал-хиндиса фи аји иклимин арадта остао сачуван. Њихова дела можемо само препознати на основу помињања у делима каснијих астроном. Међу делима се издвајају тракти Хасана ибн Сабаха О положају Сунца и о његовој еклиптичној укошености и О ширини амплитуда и њеним карактеристима који представља аргументовано научно дело о методи прављења астролаба.

#### Сабит ибн Кура Саби Харани
Сабит ибн Кура Саби Харани је рођен у Харану 836. године. За кратко време је савладао математику, астрономију, медицину и филозифију, а повремено се бави и физиком и механиком. Матерњи језик му је био сиријачки, али је познавао и арапски и старогрчки на којима је углавном писао своја научна дела. Попут многих арапских мислиоца, и сам је преводио дела са старогрчког на арапски. Познат је по томе што је аналитички размотрио питање неуједначености Сунчевог кретања на основу Птолемејевих идеја о геоцентричности и центрифугалној сили. У делима Фи сана аш-шамс (срп. О соларној години) и Калун фи изахи вађд алази закараху Батламијус (срп. Аналитичка дискусија о Птолемејевом отркрићу) говори о кретању Сунца и Месеца.

#### Абу Абдулах Мухамед ибн Џабир Батани
Абу Абдулах Мухамед ибн Џабир Батани је рођен 858. године у близини Харана. Његова астрономска достигнућа била су неизмерно значајна за развој ове науке. Батани је на основу својих истраживањ успешно реализовао велики пброј астрономских научних подухвата. Супротстављао се Птолемејевој општеприхваћеној доктирни о мерењу равнодневнице коју су западни астрономи бранили све до 16. века. Прецизно је измерио ниво благог кретања Земље у процесу након њене две равнодневнице и закључио је да је тај ниво изједначен са 54,5 лучних секунди у години, односно са једним степеном у 66 година. Измерио је и количину Сунчеве еклиптичне укошеносто према својој основи. На основу тога је потпуно извесно тврдио да је дужина соларне године 365 дана, 5 сати, 46 минута и 24 секунде. Батани је изумео и нови сферни астролаб који је због јајастог облика назвао ал-Бајза. Имао је значајан утицај и на касније европске астрономе. Никола Коперник је био под Батанијевим утицајем приликом постављања својих теорија о Сунчевом кретању и о две равнодневнице. Такав утицај се може приметити и код осталих славних европских астронома као што су Тихо Брахе, Јохан Кеплер, Галилео Галилеј и Ричард Данторн.

#### Абу Саид Ахмед ибн Мухамед ибн Абдул-Џели Сиџзи
Абу Саид Ахмед ибн Мухамед ибн Абдул-Џели Сиџзи је живео у 10. веку. Абу Рејхан истиче да је Сиџзи израдио посебну врсту астролаба познатог под називом Заураки. Карактеристика овог астролаба која није присутна у претходно конструисаним је то да је основа мерења величине планета и небеских тела у њему ротациони ток Земље око Сунца. Овај хелиоцентрични поглед је био контрадикторан научном усмерењу које је у то доба било доминантно у муслиманској астрономији у којој су се на основу Птолемејевог геоцентричног погледа све небеске мере и степени одређивали према Сунчевом ротационом кретању око Земње. Сиџзи је био један од првих заговорника хелиоцентризма, односно да је Сунце у центру Сунчевог система и да Земља кружи око Сунца.

#### Абдул-Вафа Мухамед ибн Мухамед Бузђани
Абдул-Вафа Мухамед ибн Мухад Бузђани је својим научним прегнућима покренуо велике промене у целокупном систему науке у исламском свету. Своја астрономска истраживања је обављао у Багдаду у добу владавине Изудауле Дејламија. Имао је приватну опсерваторију у којој су он и Абу Рејханон Бируни 997. године посматрали помрачење Месеца. Још неколико пута ће сарађивати са Бирунијем, као када су заједно помоћу доступних опсерваторијских инструмената прецизно установили опречност географских дужина Хорезма и Багдада, односно проценили њихову временску разлику на основу еклиптичког положаја градова. Бузђани је радио и у опсерваторији у Багдаду коју је основао Шарафудаула, један од владара бујидске монархије. Захваљујући сарадњи са астрономима из ове опсервагторије је покушао да на основу Птолемејевих доктрина изнесе извесну теорију о методи детерминације и пребројавања протеклих дана од одређеног временског пресека.

#### Улуг-бег
Улуг-бег је рођен 22. марта 1394. године у Султанији. За разлику од његовог деде Тамерлана, њега нису занимали освајачки ратови и крвопролића, већ наука и култура којим се посветио. У Самарканду је изградио велику школу у којој се између осталог изучавала и астрономија. Његова научна открића су углавном препознатљива по астрономским табелама које је изнео у свом хороскопу. Главна карактеристика његових тригонометрисјких таблица је то што је у њима прецизно одређивао синус угла од једног степена. Осим аналитичких прегледа астрономских достигнућа, Улуг-бег је понекад дескриптивно бележио резучтате својих значајних опсервација.

### Физика и механика
Арапска синтагма која је у старој муслиманској литератури означавала физику и механику је илм ал-хијал. Термин ал-хијал у арапском језику је множина речи ал-хила која значи вештина. Ова наука према тој терминологији старијих муслиманских мислилаца има многе сличности са данашњим појмом механике и техничких дисциплина у модерном свету. У својим системима класификације науке, неки муслимански научници су ову дисциплину заједно са математиком, аритметиком, геометријом, астрономијом и музиком сместили у последњу групу уводних или инструктивних наука.
У току Преводилачког покрета у време абасидске династије, у Багдеду је старогрчка и сиријска научна литература о механици превођена на арапски језик. Овде се издвајају наслови попут Пнеуматика Филона Механичара, Механика Херона Старог Александријског и чувени тракт О воденим сатовима који се преписује Архимеду. Ова дела нису били једини извори муслиманских научника. Они су имали драгоцену прилику да простудирају и преостале комаде и делове древних водених сатова откривених у Леванту.
Механика као наука и техничка дисциплина се појављује у исламском свету већ од 851. године, када синови Мусе ибн Шакира у Багдаду детаљно проучавају питања из ове науке. Врхунац тог мислилачког труда без премца сагледавамо у Дијарбакиру, у светлу драгоцених истраживања славног Џазарија 1206. године. Универзални поглед који су муслимански мислиоци имали на науку им је омогућио да креирају иновативне механичке инструменте попут покретних статуа и механичких фонтана. Због овог погледа, употребом математичких принципа са једне стране и коришћењем достигнућа емпиријских науа са друге стране, муслимански мислиоци су успели да за собом оставе брилијантне иновативне резултате.
Муслимански механичари су користили све метале осим цинка, као и велики број једнофазних легура. За украшавање својих инструмената су користили злато, сребро, дрво, стакло, кожу и конопце од хибискуса, вате или свиле. Ипак, највише су користили дрво и бакарне лимове за изградњу резервоара, цеви, пловећих средстава и покретних статуа. Да би спречили да цеви и резервоари зарђају, њихове зидове би премазали оловом. Они су открили да је бакар најповољнији метал за производњу жица, али када нису имали довољно новца користили би гвожђе. За трансформацију механичке енергије користили су зупчанике, механичке брегове и чекрке. Да би спроводили воду и друге течности, градили су велике цеви и водоводе, а њихов млаз су усмеравали сифонима, те ручним и механичким чесмама. Такође су подизали механичке воденице у којима је мале точкове са лопатицама и виљушкама покретао водени млаз.

#### Бану Муса
Чланови породице Бану Муса убрајају се у пионире механике у исламском свету. Историчари науке им преписују неколико научних дела, али су детаљнија истраживања показала да је од свих књига које им се преписују само једна директо повезана са механиком и техничким дисциплинама. Та књига је касније добила назив О механици и сматра се да је написана око 850. године. У скупштинској библиотеци Ирана се налази један непотпун рукопис овог дела под идентификационим бројем 4072. По свему судећи, ова књига представља прво репрезентативно познато дело муслиманских мислиоца у области механике. Аутори су у књизи елаборирали начин рада и функције преко стотину механичких машина које су углавном радиле на основу флуидских механичких карактеристика а да их човек не покреће директно. У оквиру два главна дела ове књиге разматрају се начини покретања тешких предмета помоћу малих количина енергије. Осим тога, аутори говоре о покретним машинама које би имале такав учинак. Иновативне механичке машине које су представљене у овој књизи углавном су израђене на основу принципа статике. Аутори овог дела, односно креатори машина, размишљају о могућности њиховог дуготрајног деловања без потребе за сталним поправкама, и са том идејом покушали су да повећају радни век својих машина на основу прве покретачке енергије.
Међу осталим машинама сусрећемо се са многобројним фонтанама чији се облик у континуитету мења. Такође, примећујемо и велики број нафтних лампи чији се пламен аутоматски без директног учешћа човека подешава изливањем нафте ка фитиљу, као и вентиле који издзвавају загађен ваздух из бунара. Ту су и механичке лопате које служе за безбедно копање земље на дну реке или мора. Објашњења о начину рада машина су релативно кратка, на једној или две стране књиге. Међутим, испод сваког наслова постоји илустративан модел који детаљно приказује разне делове машине и начин њиховог монтирања. Скоро сваки део је означен одрећеним словима о којем се говори у самом тексту.
Механичке машине које су креиране за свакодневну употребу чине највећи део ове књиге. Највеће механичко и техничко умеће породице Бану Муса примећујемо у опису таквих машина. Рецимо, описали су посуду која прима течност све док у њу не уђе некаква нечистоћа. У том тренутку, непосредно по појави ситних плутајућих комадића, блокира се њен улазни отвор. Један други опис објашњава како функционише бокал у који се истовремено сипају две различите течности, а из ког се свака течност излива одвојено. При креирању разних иновативних машина они су користили многобројне просте и некада компликоване приборе, попут цеви, пловака, сифона, полуга инсталираних на посебним осовинама, чесмама са неколико одвода, вентила са мембранама, вијака, зупчаника, редуктора и точкова. Ипак, када је реч о иновативним изумима браће Бану Муса из области механике и техничких дисциплина, незаобилазна је чињеница да су они први пут, петсто година пре европских механичара, употребили коленасто вратило.

#### Бадиузман Абул-Из ибн Исмаил ибн Разаз Џазари
Бадиузман Абул-Из ибн Исмаил ибн Разаз Џазари је био муслимански мислилац који је радио у другој половини 12. и почетком 13. века у Амиду, данашњем Дијарбакиру. Рођен је на малом острву између Тигра и Еуфрата и по томе је добио име Џазари (на арапском ова реч значи "острво"). Своју чувену књигу о механици О сазнању геометријских вештина је написао на захте владара Дијарбакира, Насирудина Махмуда ибн Мухамеда Аракија званог Малик Салих. Због његовог великог доприноса је именован за главног државног архитекту и механичара.
Џазари је већ у раној младости савладао вештину прецизног описивања и сликања архитектонских достигнућа. Та уметност и научна спрема младом научнику су прижиле могућност да на логички валидан и јасан начин презентује сцоје мисли и да пренесе на папир компликоване скице својих механичких изума. У поменутој књизу је у неколико поглавља објаснио разне механичке изуме. Књига се састојала из шест различитих поглавља:
- Водени сатови и подесиве свеће
- Прибори за свакодневну употребу
- Средства за прање руку и лица и за обављање верских обреда везаних за чистоћу – Као прилог овом поглављу Џазари је детаљно описао и методе веђења крви за особе којима је тај здравствени третман потребан.
- Статичне фонтане
- Апарати за вађење воде из бунара
- Остала инструментална опрема

Аутор се није ограничио на уопштено разјашњавање разних начина рада механичке опреме. Напротив, он је разматрао све детаље везане за те опреме. У својим детаљним анализама је практиковао монолитну логичку методу. Најпре је генералним оквирима указивао на опште карактеристике одређене машине, као и на начин на који она ради. Након тога би се усресредио на објашњења о процесу прављења те машине и монтаже разних делова, да би на крају детаљно говорио и о заједничким функцијама разних делова. Логичка и теоријска објашњења о властитим машинама и опреми су често пратили и прецизни модели и скице.
Од Џазаријевих значајних изума који су директно утицали на развој механике издвајамо пумпу коју покреће точак са виљушкама. Начин рада ове пумпе се заснива на енергетском преносу, што значи да точак помоћу неколико зупчаника покреће шупљину њишући полугу на којој су инсталиране спојнице два клипа. Ова иновативна пумпа је значајна са три различита аспекта. Првоо због њене амбивалентне примене; друго због тога што у њој постоји могућности претварања кружног кретања у праволијско кретање и треће због успешне употребе цеви за усисавање у овој машини, што је у то време спадало у групу сложених инструмената. У његове изуме спада и посуда која се повремено нагиње и у одређеним временским размацима избацује воду која је у њој. Тај процес се у савременом машинству користи у плувиометрима и осталим апаратима за мерење количине воде. Осим тога је конструисао и цевни апарат у који су јасним редоследом утиснуте рупице како би се течност (углавном вода) изливала увек истом брзином и подједнаким притиском.
Муслимански механичари су 1976. године направили три Џазаријеве иновативне машине и изложили их у оквиру Светског исламског конгреса који је организован у Лондону. Члановима комисије је највише привукао пажњу сат који је био висок 3,5 m и широк 1,5 m. Џазари је у својој књизи објаснио да тај сат показује лунарне часове, односно у оквиру часовничког процеса се дан и ноћ поједначено деле на дванаест делова. Ти делови се у различитим сезонама мењају у складу са променама у односу између дужине дана и ноћи. По завршетку сваког дела, два сокола из кљунова бацају лотрице које падају на звоно испод њих. Након тога покрет звона отвара врата иза којих се налази усправна статуа која својим покретима отвара друга врата. Отварањем других врата једна од дванаест постојећих стаклених лоптица постаје потпуно осветљена и на тај начин се означава крај једног од поменутих дванаест делова дана или ноћи.
Џазаријево изванредно познавање механике и техничких дисциплина показује се и у случају водене пумпе коју је креирао како би се обезбедило униформно смањивање количине воде у великим резервоарима. Контрола нивоа воде помоћу затвореног система аутоматског управљања какав је он користио постоји на Западу тек од 18. века, а први пут се појављује у Енглеској у парним котловима. Уз то је прецизно израчувао количину воде која би у разним месецима требало да се излива сваког часа. Затим је помоћу бакарне жице и брусног папира проширио и подесио отвор у малом комаду оникса у складу са највишим могућим нивоом воде који се бележи у летњем солстицију како би одредио одговарајући проток. Остале годишње нивое воде и ситуације је у својим истраживањима одредио на основу индуктивних метода.

#### Абу-Фатх Абдурахман Хазани
Чувени физичар, механичар и математичар Хазани је рођен у Мерву и у том граду се укључио у рад научних институција које су деловале по покровитељством селџучке монархије. Његово најчувеније дело је Мизан ал-хикма (срп. Мера мудрости) и у њему је писао у виду опсежних математичких и геометриских анализа о хидраулици и статици флуида, као и о својим иновативним идејама о центрима масе физичких система и тела, о њиховој равнотежи и специфичним тежинама, те и о дизалицама, вагама, хронометрима и начинама њиове израде и примене. Уз теоријска објашњења је приложио и бројне слике и моделе.
Његов највећи допринос је у пољу механике, посебно је допринео развоју студије о статици флуида. Он је ту област студирао упоредно са осталм гранама механике и инжењерских дисциплина. Историчари науке Хазанија убрајају и у пионире специфичних/јединичних тежина који су успели да прецизно измере специфичну тежину течности и композитних материјала. Сам Хазани је говорио о вискозности флуида и тврдио је да проток течности, као и кретање тела кроз њу, зависе од вискозног отпора те течности. Хазани је указао и на утицај атмосферског притиска на специфичне тежине различитих материја, неколико векова пре сличних научних изјава Блеза Паскала и Роберта Бојла. Хазани је успешно генерализовао Архимедов закон о флуидима и употребио га и у случају гаса.

#### Абу Али Хасан ибн Хејсам Басари (Алхазен)
Абу Али Хасан ибн Хејсам Басари је најпознатији средњевековни муслимански оптичар. Рођен је 965. годи у Басири. Дуже време је обављао високе функције у административном центру града Басаре, која је тада била под државним покровитељством владајуће породице будијске монархије. Неко време је чак био и главни саветник владара овог града. Међутим, када је осетио да га бројне делатности удаљавају од научног рада, почео је да глуми да има психичких проблема након чега је био избачен из администрације и преселио се у Египат. Непосредно по доласку у Египат, ибн Хејсам је изабран за председника истраживачког тима који је радио на одређеном инжењерском пројекту на јужним висоравнима Нила. Међутим, ибн Хејсам је дошао до закључка да је реализација тог пројекта у том подручју немогућа и резултате својих анализа је пренео владару који је прихватио његове закључке.
Због његове врлине и извршне способности му је фатимидски валадар предложио висок административни положај. Он је одбио, међутим због те одлуке је завршио у кућном притвору све до смрти владара када је поново пуштен на слободу. Године кућног притвора је искористио да развије своје научне потенцијале. Одмах по изласку из затвора се посветио писању књига и научних траката, као и организовању бројних предавања у непосредној близини Универзитета ал-Азхар у Каиру.
Ибн Хејсам је дошао до иновативних достигнућа у вези са параболичним и сферним огладалима. Дуже време је студирао принципе рефракције и на крају сазнао да се у параболичним огледалима сви паралелни зраци секу у истој жижи. Према томе је закључио да је та врста огледала најбољи извор за стварање топлоте или евентуалног паљења ватре. Међутим, Ибн Хејсман је главну славу у домену оптике стекао због физичке примене светлосне рефракције, као и због сјајних успеха у осталим облицима физичке оптике. Између осталог је обавио и драгоцена истраживања рефракције светлости у цилиндричним посудама и стакленим куглама, те је на тај начин покушао да измери ниво увеличања код конвексних сочива. Био је и плодан аутор који је за собом оставио више од 90 наслова.

#### Мухамед ибн Муаз Џајани Куртби
Мухамед ибн Муаза Џајани Куртби је био математичар и астроном из Андалузије (989 – 1079) који је за собом оставио и славно дело о индустријској механици које је створило читав нови научни талас у исламском друштву и знатно утицало на будуће светски мислиоце. То дело се назива ал-Асрар фи ната'иџ ал-афкар (срп. Тајне о резултатима мишљења). Најстарији примерак изворног рукописа се данас чува у блбилиотеци у Фиренци. У том делу се говори о 31 моделу индустријских уређаја. Првих пет су сатови са потпуним и уредним системом зупчаника. Модели од 21. до 24. представљају војне машине, док се под бројевима 25 и 26 говори о приборима за вађење воде из бунара. Број 31 је начин рада сунчаног часовника. Ипак, ауторова метода у овом раду је више геометријска него инжењерска.
У својим иновативним моделима водених часовника, Ибн Муаз је користио лопате и воденичне точкове са удубљењем. Главни покретач свих употребљених елемената у поменутом часовнику је вода која се са горње стране улива у машину и тако покреће централну осовину. Модели од броја 6 до 10 и од 27 до 30 су углавном повезани са поменутим воденим сатом.

### Медицина
Медицина спада у групу првих традиционалних наука које су муслимани систематско проучавали. Њуој су одмах по настанку посветили велику пажњу и интересовање муслимански владари и целокупна исламска заједница, тако да су је историчари у погледу важности и друштвене улоге чак поистоветили са религијским наукама. У свом систематизованом облику је у муслиманском свету настала непосредно пошто су преведени први старогрчки и староиндијски списи. Римљани су 457. године протерали све несторијанце са своје територије, а убрзо затим 489. године, званично су забранили и све несторијанске прозелитске активности. Несторијански свештеници су се одмах потом преселили у Нусајбин. На тај начин су полако кренули ка истоку и населили се на територију данашњег Ирана, персијске престонице тог доба.
Несторијански духовни центри су након тих промена 498. годиен постали велики градови Ктесифон и Селеукија. Након што су били протерани из Рухе и прогоњени од стране монофизита који су у то време углавном припадали Јакобитанској цркви – Сиријској оријентално-православној цркви, нестојанци су прешли у Џундишапур где су врло брзо основали и своју медицинску школу. Специфичан географски положај те школе био је узрок да се управо ту научно усаврше старогрчка медицинска традиција коју су углавном донели римски несторијанаци, и староиндијска баштина која је на том простору била присутна од давних времена. Велики научноистраживачки комплекс у Џундишапуру је био сачињен од једне болнице и једног универзитета чија је основна мисија била да се понуде аналитички преводи литературе са старогрчког на персијски и сиријачки језик. Неки историчари ово оспоравају и тврде да се налазила само мања клиника са ограниченом медицинском библиотеком, у којој су се спроводиле старогрчке-римске методе лечења.
Током 9. века су темељ свих медицинских расправа и научних истраживања у исламском свету била дела и тракти који су настали након што је Галан представио Хипократов патолошки систем. Међутим, у тим годинама уочавамо појаву друге врсте традиционалног медицинског приступа који су назвали „веровесниковим лекарством“. Писањем оваквих научних списа аутори су желели да представе друге аспекте медицине који нису нужно произилазили из старогрчке баштине. Они су сматрали да су лекарске методе Мухамеда које су приказане у његовим исказима и делима у Курану савршеније него методе старогрчке баштине. Међу најстарије списе ове врсте спада научна збирка Тиб ал-а'има (срп. Лекарство верских преводника) која датира још из 9. века. У исто вре Ибн Хабиб Андалузи је написао славни тракт ал-Мухтасару фи ат-тиб (срп. Сажети приказ медицине) који је значајно утицао на будуће мисаоне токове у исламској цивилизацији.
Након што су муслимански мислиоци релативно брзо преузели старогрчку медицину, локализовали је и структурно је ускладили са већ постојећом персијском и староиндијском лекарском традицијом у 9. веку, све интензивније се јавља потреба за једноставнијим систематизовањем целокупне ондашње медицинске баштине са логичким и рационално организованим утемељењем. Да би се развио тај циљ, током 10. и почетком 11. века су написане четири веллике медицинске енциклопедије на арапском језику. Аутор два таква научна дела је био чувени лекар Ебу Бекр Мухамед ибн Зекерија Рази. Прво дело је завршио 903. године и посветио га Абу Салиху Менсуру ибн Исхаку, принцу саманидске династије и владару Реја. На основу посвете књига је добила назив Китаб ал-Мансури фи ат-тиб. Његово друго дело ак-Хави је објављено након његове смрти. Објавили су га његови ученици који су непосредно по његовој смрти сакупили резултате свих његових истраживања, обимних превода и ауторских дела. Због великог обима дела, мали број људи и институција је могло да га приушти. Још једно значајно енциклопедијско дело медицине је ал-Канун фи ат-тиб (срп. Канон медицине) Авиценина. У том делу је аутор изнео јасан сажетак медицинских сазнања из тог периода у оквиру пет обимних књига. Авиценан је и размотрио основне принципе медицине, целокупну медицинску терминологију, посебна обољења разних делова човековог тела, болести попут грознице које нису повезане са одређеним делом тела и рецепте за припремање лековитих смеса. За разлику од осталих дела, у овом аутор није спомену изворе својих медицинских информација.
У другој половини 10. века, Абу Хаким Бакр Раби Ахвини Бухари је написао прву исламску медицинску енциклопедију на персијском језику. Дело је назвао Хидаја ал-мута'алимин фи ат-тиб (срп. Упутства студентима медицине) и посветио га је свом сину. Из тог времена је сачувано неколико примерака реномиране књиге ал-Муалиџа ал-букратија (срп. Хипокретска лечења) Ахмеда ибн Мухамеда Таберија, званичног дворског лекара Рукнудауле Дејламија. Нека дела су се бавила комбинацијом више наука, тако да се трактат Фи халк ал-инсан (срп. О стварању човека) филозофско-медицинско дело које се бави човеком.
Већ од првих година 9. века муслимански лекари су користили коренске дијаграме приликом анализе односа између психичког стања и статуса развијања болести човека. Иако се слични облици таквих графикона могу наћи у преводу збирки Галенових научних есеја, Ибн Масавајх их је први јасно употребио у овој области. Друга утемељена метода у медицинским анализам анализама се спроводила у виду постављања циклуса питања и анализе одговора. Хунеин ибн Исхак је употребио ту методу у својим књигама ал-Масаилу фи а-тиб ли ал-мута'алимин (срп. Медицинска питања за студенте) и ал-Масаилу фи ал-ајн (срп. Офтамолошка питања).
Један од пионира у пољу медиције из тог периода је био Исмаил ибн Хусеин ибн Мухамед Џурцаније који се осим медицине бавио и филозофијом и логиком о којима је писао на арапском и персијском језику. Његово најславније дело је медицинска енциклопедија Захире-је Харазмшахи (срп. Хорезмијска баштина) у којој је опсежно разматрао различите области медицине, попут патологије, општег лекарства, хемије, биљене фармакологије и основних принципа клиничке медицине. Дело је објављено у десет томова, а написао је и сажет приказ како би била једноставнија за исчитавање. Хорезмијска баштина је уједно и прво персијско медицинско дело које је објављено и на хебрејском језику.
Муслимански мислиоце су се кроз историју значајно посветили изучавању офталмологије и фармакологије. О томе сведоче бројни тракти из чувених медицинских енциклопедија у којима се говори о разним гранама ових дисциплина.

#### Офталмологија
Муслимански мислиоци су у средњем веку знатно унапредили област офталомогије. Тај процес је почео још од раног 9. века када су Ибн Масавајх и његов ученик Хунеин ибн Исхак написали славне стручне монографије из ове области. Иако су основу њихових списа чинили текстови из старогрчке медицинске баштине, резултати њихових истраживања су у бројним случајевима превазилазили резултате грчких претходника. Детаљно препознавање нових очних болести, попут упале очне мембране, односно спојнице, које су раније представљале озбиљне проблеме у лечењу, као и нове успеште хируршке интервенције повезане са тим, само су неки од примера офтамолошких достигнућа муслиманских лекара. Једно од чувених дела из те области јесте Тазкира ал-кахалин (срп. Мемоари окулиста) Алија ибн Исе, у ком је аутор дефинисао сто тридесет различитих очних болести. У исто време, Амар Мосули је написао тракт у коме говори о четрдесет осам очних болести. Он је у свом тракту описао и начине лечења оболелих од тих болести.
Током 12. и 13. века се уочава склоност муслиманских медицинских практичара да своје офтамолошке тракте пишу на арапском језику. Мање познати Мухамед ибн Касум Гафики у Андалузији је написао књигу ал-Муршид фи тиб ал-ајн (срп. Водич кроз офталмологију) у којој је у девет глава размотрио све дотад познате медицинске аспекте офталмохирургије, очних болести и могућих начина лечења. У Каиру је Фахудин Кејси написао своју монографију из ове области Натиџат ал-фикр фи илаџи амраз ал-басар (срп. Резултати истраживања о лечесу очних болести) и посветио је владару Салиху II Наџмундину Ејубу. Пишући ово дело, Кејси је детаљно размотрио анатомију и физиологију ока, као и узроке, симптоме и начине лечења стотину двадесет и четири очне болести, од којих су многе биле презентоване по први пут у историји. Десет година касније је његове списе користио Халифа ибн Абил-Махасин Халиб да би припремио нову збирку о очним болестима. У збирци је говорио о иновативним методама лечења, али је она и садржала аналитичке презентације основних карактеристика офталмолошких прибора.

#### Фармакологија
Главни разлог колективног успеха муслиманских фармаколога се крије у територијалном пространству исламске владавине. Такав географски положај муслиманским истраживачима је омогућио да открију лекове који су до тада били непознати. Наравно, као и у многим другим медицинским наукама, фундаментално обогаћеним ризницама старогрчке баштине, муслимански фармаколози су своја иновативна истраживања у почетном периоду заснивали на чувеној листи Педаније Диоскорида која је садржала око пет сторина лекова. Међутим, у раду фармаколога попут Шапура ибн Сахла, Абу Јусуфа Киндија и Кусте ибн Луке видимо да су још у 9. веку користили широки спектар нових лекова који се не помињу у старогчкој литератури. Доказе за то налазимо у Кустином делу Фи тадбри сафар ал-хаџ (срп. О припремању за ходочасничко путовање). Већ у то време су делили лекове на једноставне и мешовите. Лекари су мешовите лекове правили и препоручивали да би се успоставио одговарајући баланс између нежељених дејства једноставних лекова.
Ибн Ребен Таберије је у 9. веку написао грандиозно дело Фирдаус ал-хикма (срп. Рај мудрости) у ком је изнео значајне и референтне информације о скоро свим медицинским научним областима, а нарочито фармакологији. Ипак, најпопуларнија књига у том периоду је била Ибн Битерова ал-Џами' ли муфрадат ал-адвија ва ал-агзија (срп. Обухватни преглед лекова и хране). Ибн Битар је у свом делу у оквиру 2.324 термина презентовао списак од преко хиљаду и четири стотине различитих лекова. Иако је поменуте лекове описао углавном након својих личних експеримената, аутор је ради прикупљања што обухватнијих информација користио и преко двеста шездесет ранијих научних списа, што је за тадашње услове представљало огромну литературу.

#### Ветерина
Муслимани су уложили и велики труд на пољу развоја ветеринарства. Бројни научни списи о коњима, њиховим могућим обољењима и начинима њиховог правилног неговања, као и о осталим ветеринарским дисциплинама, указују на велики допринос муслиманских медицинских теоретичара систематизовању ове дисциплине.

### Алхемија
У раним вековима исламске цивилизације, алхемија је углавном означавала међусобну испреплетеност науке, технике и магије. Међутим, како се инсистирало на њеном научном аспекту, постепено је формирана нова наука коју данас називамо хемија. Главна сврха традиционалне алхемије била је трансформација материје уз помоћ неког спиритуалног фактора који су алхемичари углавном називали каменом мудрости. Они су користили различите металне и минералне материје, али ипак треба напоменути да су муслимански алхемичари, попут свих алхемичара, сматрали да материју не сачињавају само њене карактеристике, већ и одређени принципи. Према њиховом мишљењу, материје симболично утичу на целокупан свет и на човекове поступке. Ову чињеницу нам потврђују и чудесни односи између различитих материја и одређених астролошких фигура небеских планета, препознавани у списима и нацртима алхемичара. Тако је астролошка фигура Сунца означавала злато, односно да је њиме владала, а фигуре Месеца и планета Меркура и Венере, својим владајућим духом указивале сребро, живу и бакар. Самим тим је алхемија обухватала и космос. Алхемичари су природом називали свето царство које су успоставили метали и минерали. Према томе, иако се данас алхемија сматра протонауком или чак псеудонауком, алхемичари су свакако знатно допринели унапређењу прецизних анализа различитих минерала и метала. Њихови резултати су, сходно томе, плодотворно утицали на касније релевантне научне области. Ипак, главни циљ алхемије је било то да се истражи одређена материја која би омогућила трансформацију неплеменитих метала попут гвожђа и бакра у племените метале попут злата и сребра. Алхемичари су ту магичну материју, којој би понекад давали спритуална својства, назвали еликсиром, а предмет трансформације су звали прокрстарећом материје (ал-џасар). Данас је познато да не постоји супстанца која би могла да изврши овакву трансформацију.
У алхемији као дисциплини постоје две врсте. Постоји спиритуална алхемија, која говори о трансмутацији душе, односно о духовном преображају и материјална алхемија у оквиру које се техмичким методама прерађују разни метали и минерали. Ипак, присталице обе гране користе сличну терминологију и исте или сличне симболе. Такође их често везује то што веома слично објашњавају различите нивое постојања.
Према томе, приликом класификације пионирских дела из литературе која је повезана са алхемијом се суочавамо са различитим интересовањима аутора. Неки су узимали у обзир искључиво духовни преображај, док се други нису обазирли на душу, већ су разматрали само материјалне и хемијске реакције. Постоји и трећа врста алхемичара који су сматрали да су суштинске промене материје манифестације разних егзистенцијалних ступњева самог алхемичара, а некада и подстек за то да се приступи духовном преображају. У историји алхемије у исламској цивилизацији се налазе представници све три школе мишљења. Драгоцени списи Абдул-Касима Мухамеда Иракија писани су углавном у домену спиритуалне алхемије. Зекарија Рази је представник класичне материјалне алхемије, док код Џабира ибн Хајана (Гебера) уочавамо како се обе гране међусобно удопуњују. Према тоте, иако постоји јасна веза између алхемије и касније нове науке назване хемије (чак и нази потиче од алхемије, али је префикс ал избачен како би се новонастала наука удаљила од мистичних својства алхемије), ипак није исправно говорити о томе да је алхамија била увод у модерну хемију иљи њена почетна верзија. Разлог за то је веома сложена дихотомичност главних резултата алхемије у исламу, која је била нужна у процесу отивања односа између човекове душе и материјалних елемената.
Алхемија је псеудонаучну систематизованост добила тек у новој ери. Научници из првих векова је нису сврставали у главне науке, као што је нису поистовећивали ни са филозофијом. Тврди се да је у александријском добу зачет нови систематизовани облик алхемије. У Александрији се можда по први пут у историји науке могло сагледати сједињење онтолошких доктрина египатске школе и старогрчке филозофије у пољу алхемије. Ова александријска алхемија се темељи на две различите, али ипак сличне древне традиције. Једна од њих, чији је представник Олимпиодурус, је била повезана са египатским школама, а друга, у коју спада Стефан Александријски, је обогатила неоплатонистички поглед на свет. Ова класична александријска школа алхемије се може поделити у четири групе:
- Византијску
- Арапско-персијску (исламску)
- Латинску
- Послеренесансну, која је углавном презентована на модерном Западу.

Алхемија је у оквиру исламске цивилизације већ у 7. веку имала утемељену баштину. Муслимани су веома брзо написали велики број књига и траката и остварили успех у скоро свим њеним областима. Међу алхемичаре тог периода се издваја Абу Муса Џабир ибн Хајан (Гебера). Џабир се сматра једним од највећих алхемичара у историји човечанства.
Рођен је у Тусу, али је одрастао у Куфи. Знање је углавном стекао код свог мудрог учитеља, потомка Мухамеда, Џафера Садика. Џабир је заговарао натуралну теорију о тоталитету природног света. Његова природна филозофија се заснивала на концепцији микрокосмоса и макрокосмоса јер је тврдио да небеске и земаљске енергије међусобно утичу једна на друге и да се тако употпуњавају. Минерали, по његовом мишљењу, могу да утичу на широк спектар бројних елемената. Они утичу чак и на чувене алхемијске реакције попут дестилације и трансформације неплеменитих метала у злато. Он је у теоријском смислу прихватио и Аристотелову анализу доктрине о основним елементима, и уз помоћ ватре, воде, земље и ваздуха, односно у комбинацији топлог и влажног; хладног и сувог, произвео две основне хипостазе – живу и сумпор. Његове теорије су учврстиле фундаменте будућих токова укупне алхемије. Жива и сумпор у његовим теорија нису елемти које данас познајемо. Те две хипотазе су представљале два основна принципа, попут кинеских принципа јина и јанга, који су међусобно супротстављени али истоввремено комплементарни. Џабир је тврдио да сви постојећи метали у себи садрже ове две хипостазе. Према томе, својства сваког метала, по његовом мишљењу, дирекнто зависе од количине ове две хипостазе. Међутим, на својства метала утиче и духовни, односно небески фактор у чијем оквиру делују живе и сумпор.
Џабир је заговарао и теорију о нумеричким односима метала. Он је тврдио да у свакој врсти метала можемо говорити о квалитетивним односима четири основна елемента – ватре, земље, ваздуха и воде, односно топлог, хладног, сувог и влажног. Сваки од поменутих елемената би се превасходно поделио на четири степена, а касније на још седам. Тако би сваки елемент имао 28 степени, што се поклапа са бројем слова у арапском писму. Осим тога, Џабир је основне елемте редом означавао бројевима 1, 3, 5 и 8, тако да је збир 17. Тај број по његовом мишљењу представља кључ спознаје структуре света. Исти број се односи и на чувени магични квадрат којим се једноставно објашњавају Питагорини музички принципе и ноте и вавилонске архитектонске пропорције. Џабир је у својим учењима углавном инстистирао на томе да се разотркије скривени ред у активним променама широког спектра природних материја. Он је тврдио да се тај ред може пронаћи искључиво након што се установи конкретна веза између материјалних и иматеријалних постојања.
Самим тим можемо тврдити да је алхемија у исламском свету појавом Џабира ибн Хајана превазишла границе сујеверја индустрије злата и да је добила нову форму експерименталних и емпиријских наука. Џабир је покренуо велике пројекте у вези са дестилацијом чистих течности, попут воде, и нечистих течности као што су сирће, уље, крв, биљни и воћни екстрати, разне животињске масти и бројних других течности. Овај алхемичар је у својим лабораторијским истраживањима закључио да сваки процес дестилације одређене течности открива различита својства. Зато је сматрао да је откривање еликсира могућ научни подухват. Џабир је понудио и методолошка решења и тврдио да еликсир настаје пошто злато, некада и до хиљаду пута, прокључа у разним чистим и нечистим течностима.
Џабир је по први пут у историји алхемије применио методу фракционе дестилације. Он је тако дошао до чврстог стања остатка разних течности при дестилационом постопку. Осим тога ће остати упамћен и по томе што је поново применио оксид мангана у индустрији стакла, као и у осталим деловима витрификације. Овај славни мислилац је и направио велики искорак у минералогији одвајањем жутог аурипигмента од арсеновог сулфига и откривањем цинк карбоната, као и филтрацијом бројних рудничких минерала и добијањем амонијум сулфата, односно вештачког ђубрива, при дестилацији животињског ђубрива.
Након Џабира се појавио Зекерија Рази. Он није само највећи представник клиничке медицине у историји исламске цивилизације, јер се пре медицине бавио и алхемијом. Тешка и дуга лабораторијска истраживања су временом негативно утицала на његов вид тако да је био приморан да напусти ту област. Рази је себе сматрао Џабировим наследником и своје списе често је називао по узору на њега, ипак историчари науке закључују да не постоји сличности између њихових истраживања. Џабирова алхемија је изграђена на темељима езотеријског тумачења природе и херменеутичке интернпретације појава у природи. На тај начин, користећи исламске гностичке списе, он је покушао да природу представи у облику објективне књиге стварања. Сходно таквој генералној методологији, Џабир је у својим разматрањима, а посебно кроз истраживања која су била повезана са алхемијом, усмеравао своју пажњу на егзотеријски положај и материјална својства природних појава, тако и на њихове њихове езотеријске и духовне ступњеве. Са друге стране, Рази није обраћао велику пажњу на езотеријски положај природнох појава, већ је у својим истраживањима алхемију потпуно одвојио од духовних интерпретација. Он је тако имао пионирску улогу у зацртавању првих оквира хемије. Његова прецизна категоризација разних природних елемената више је одговарала савременој хемији него традиционалним усмерењима алхемије. Због овога његова књига Сир ал-асрар (срп. Тајна свих тајни) спада у штиво хемије писано у складу са терминологијом употребљеном у алхемији. Рази је том књигом детаљно анализирао разне дотад непознате хемијске процесе, рекације и експерименте, које је лично спроводио. Његова истраживања и експерименти на пољу алхемије, попут дестилације (тактир), калцинације (таклиси), кристализације (табалвур) и многих других лабораторијских опсервација, били су иновативни у методолошком смислу и углавном су представљали инспирацију за будуће хемичаре. Осим тога је у својој књизи детаљно описао бројне приборе које је користио у истраживањима везаним за алхемију. На тој листи се уочавају инструменти попут алембика, уљаних лампи, камених тучкова за ситњење зачина, лабораторијских балона, посуда, пећи, казана и многих других инструмената и алата који се данас користе у хемичарским лабораторијама.
Рази је своја истраживања фокусирао на емпиријска решења и достигнућа. Међутим, такав приступ га није одвојио од традиционалних оквира алхемијске терминологије. Говорећи о делокругу природе, он најпре природне појаве дели у три класи: животињска, биљне и минералне. Ова подела је знатно поједноставила одређене фармаколошке расправе. Будући да је био и лекар, Рази је увек покушавао да установи како се разне хемијске композиције могу употребити као лекови у медицини.
Ислам у 10. веку након Разија није имао ниједног славног алхемичара. Авицена и Фараби су за собом оставили драгоцене списе о разним еликсирима и о никим сличним темемама, међутим, они се никада нису озбиљно посветили алхемији. Алхемија је обновљена тек у 11. веку у Багдаду, онда када се појавио Абул-Хаким Мухамед ибн Абдул-Мелик Салихи Хорезми, познатији као Каси. Каси је око 1034. године написао обиман тракт Ај ас-сан'а ва аун ас-суна који садржи значајне информације о алхемијским инструментима.
Нешто касније у 13. веку се појавио један од највећих муслиманских алхемичара Абул-Касим Ираки. Он је своји грандиозним делом ал-Илм ал-муктасаб фи зира'а аз-захаб (срп. Стечено знање о добијању злата) показао да се са правом може сматрати наследником Џабира ибн Хајана. Приликом физичких разматрања природних појава, он је углавном улагао велики труд да открије мистерије и езотеријске истине у природи, као и њихов известан однос са психолошким и духовним аспектима човековог потојања и његовог живота. Због овога велики број његових књига су сажети прикази и кратки осврти на Џабирова учења. У складу са традицијом муслиманских алхемичара, Ираки није покушавао да изнесе сасвим нове и коренито иновативне теорије, већ се трудио да очува утемељене фундаменте својих претходника и да унапреди њихове научне резултате.
Током 12. века се повећава интересовање Западних научника за алхемију исламског света, непосредно по објављивању превода главних арапских дела из те области на латински језик. Овај научни талас је трајао све до 17 века. Сматра се да је најстарији превод неког муслиманског дела из области алхемије са арпаског на латински приредило Отрбејско филозофско удружење. Напредовање алхемије у исламском свету није застало након превода главних арапских дела на латински. Абдулах ибн Кашани је муслимански алхемичар који је радио у другој половини 13. и почетком 14. века. Реализовао је бројне научне подухвате, а 1301. године је написао дело о обојеној керамици. Ипак, у 14. веку опада интересовање за алхемијом. Изудин Алија Џилдакиј је један од последњих представника ове науке (умро је 1342. године).

### Географија
Термин географија (на арапском језику ал-ђуграфија) преузет је из старогрчког језика, највероватније због назива научних радова Мариноса из Тира (око 70-132) и Клаудија Птолемеја (око 96-132). Муслимани су у преводу њихових дела на арапски језик најпре користили назив „слика Земље“ (сура ал-арад). Управо зато је ова научна дисциплина код неких раних муслиманских научника позната под тим називом. Нешто касније, муслимани су користили и друге термине у насловима својих ауторских дела из ове научне области. Примера ради, за астрономску географију, то јест за географску дисциплину чија открића су се повезивала са положајем разних звезда и небеских тела, користили су арапски облик тада већ познатог старогрчког термина „географија“. Наравно, они су каткад желели да буду јаснији, те су ову дисциплину називали „познавање дужина и ширина“ (илм ал-атвал ва ал-араз) или „земљопис градова“ (таквим ал-булдан). Са друге стране, муслимани су дескриптивну географију називали „упознавање путева и покрајина“ (илм ал-масалик ва ал-мамалик), а када се говорило о разним стајалиштима на дугим путевима, користили су имена попут „вештина достављања писма“ (илм ал-буруд). Географски списи који су углавном садржавали анализу пространијих области у свету, као и чудних и непознатих појава у њима, претежно су носили назив „упознавање чуда градова“ (илму аџаиб ал-билад). Ипак, не треба заборавити да је чувени муслимански историчар Масуди користио називе попут „пропутовање Земљом“ (кат ал-арад), у жељи да ову научну област учини сасвим препознатиљивом.
Разматрајући историјски ток употребе релевантних назива за ову научну област, научници су уочили да је термин ал-ђуграфија (арабизарни облик старогрчког термина географија) први пут коришћен у трактима чланова научног друштва Ихвану Сафа. Међутим, они су под тим термином подразумевали искључиво картографију, то јесле сликање мапа света и разних делова Земље. Са друге стране, осим поменутих термина, сусрећемо се и са неким мање познатим називима које су муслимански географи и картографи некада користили. Међу њима се издвајају: марифа ал-акалим (срп. упознавање подручја), сура ал-акалим (срп. слика подручја), сувар ал-акалим (срп. слике подручја) и марифа ал-булдан (срп. успознавање градова).
У предисламском раздобљу, географско знање арабљанских народа није било на завидном нивоу. Углавном је било ограничено и сводило се на поједине једноставне традиционалне појмове и теореме засноване на недовољно прецизним информацијама арабљанских народа у вези са називима градова и разних подручја на Арабљанском полуострву, али и у суседним крајевима. Ипак, Арабљани су у то доба врло добро познавали неке области традиционалне географије, као што су ветрови (илм ал-анва). Они су због својих копнених и морских трговачких експедиција имали изузетно велику потребу за таквим научним дисциплинама. Сличан приступ су имали и када је реч о астрономији и положају путоказних звезда, као и о кретању разних небеских тела. Због чињенице да су живели у пустињским пределима се истиче да су између осталог, веома добро познавали геолошке карактеристике подручја у којима су живели јер су тако могли да стално развијају сточарство.
Појавом ислама, одређени фактори су битно утицали на ширење и продубљивање географског знања муслимана. Указујући на ову значајну чињеницу, савремени реномирани исламолог и арабиста Игнатиј Јулијанович Крачовски пише:
" Експанзија политичко-друштвеног делокруга исламске владавине и пораст њеног утицаја у 8. и 9. веку били су од иразитог значаја у погледу стварања нових, раније непознатих, административних радних места, поготово када је реч о финансијским и пореским системима. Нове околности су муслиманима пружиле прилику да се упознају са већ утемељеним метофама деловања. Сходно томе, муслимани су чувене свитке Хосрова Анушивана (владао 531 – 579) користили за евиденцију катастарских докумената, док је у Египту, чак и након муслиманских освајања, коришћено званично администарство преузето из Византије. Међутим, нужност синхронизовања сакупљене документе документације захтевала је, пре свега, прикупљање различитих прецизних и поузданих информација у вези са географским поделама различитих провинција и подручја. Све то је веома брзо резултирало одређивањем редовних, а некада и ванредних новчаних и имонинских данака и појавом посебних роковника које су назували књигама о земљишњим данцима (китаб ал-хараџ). Ове роковнике су примарно користили управници који су прикупљали државне приходе. Међутим, они су се временом показали корисним и у ширем смилу. Са друге стране, централизација административног устројскта и целокупног политичког и економског владајућег система исламске цивилизације у Багдаду захтевала је да се изграде безбедни путеви ради успостављања копнене везе између престаонице и осталих градова исламске владавине. Све је то за собом донело и нужност да се реализују прецизна географска и архитектонска истраживања како би се званичним писмоношама, али и свима другима, омогућио једноставнији приступ Багдаду. На тај начин, географија у исламу је, одмах по стабилизовању прилика у исламској владавини, наметнула значај нове научне гране о изградњи путева."
Трговинска, верска и научна потовања, не само да су умногостручила географско знање муслимана него су битно побољшала и методолошку стилизацију њихових географских и картографских списа. Према томе, у исламском свету је веома брзо настао широк спектар писане географске баштине у којој проналазимо разне категорије списа, од најобичних дескриптивних анализа стања путева, па све до географске поезије са благом нијансом књижевне уметности.
Са друге стране, не треба заборавити да су веома значајна астрономска вештина и математичко умеће муслиманских мислилаца у мерењу почетка и завршетка месеца разана и нужног дневног поста, односно уздржавање од хране, пића и одређених забрањених чинова, као и при одређивању прецизног времена обављања дневних обреда – умногоме допринели развоју астрономске и математичке географије. Осим тога, одређивање тачног смара кибле у разним градовима приликом изградње бројних џамија захтевало је прецизно познавање географске дужине и ширине Меке у којој се налазила „Божја кућа“ Ћаба, као и места у којем се градила богомоља.
Ипак, муслимани су се у првом раздобљу развоја географских наука умногоме ослонили на традиционалне баштине древних цивилизација, попут античке Грчке, Персије и Индије, као што је то био случај са осталим наукама. Зато су најпре покушали да превођењем и локализовањем научне и писане литературе тих цивилизација припреме повољну подлогу за свој што бржи интелектуални развој. Освајање територије Ирана, Египта и индијског Синда пружило је муслиманима изванредну прилику да искористе резултате научних и културних достигнућа припадника те три древне цивилизације.
Староиндијска астрономска географија појављује се у исламским научним центрума први пут у доба абасидског калифа Менсура, захваљујући преводу чувене Сурије Сиданте са санскритског на арапски језик. Та чувена књига, која свакакко припада традицији источњачких наука, ипак садржи одређене резултате научне баштине античких Грка. Како је преведена на арапски јетик, Сиданта у муслиманској заједници врло брзо постаје главни извор староиндијске географије, али уједно и астрономије. Отуда она подстиче нове пионирске научне и преводилачке подухвате у том временском раздобљу. Истина, индијска астрономија је у односу на географију била многоструко утицајнија у интелектуалним слојевима исласког друштва, и на тај начин староиндијски астрономски појмови, поред појмова преузетих из старогрчке и персијске традиције, били су веома заступљени у муслиманској новоформираној цивилизацији. У разне доктрине астрономске географије које су преузели од Индијаца спада и Арјабхатина теорија да је дневно ротирање небеских тела око земаљске кугле само привидна ствар. Арјабхата је тврдио да се у том цилкуцу, у ствари, Земља креће око своје осовине, и да нам се тако причињава тај призор.
Ипак, савремени немачки истраживач Крамерс сматра да је старогрчка географија била доминантна међу муслиманским мислиоцима до 9. века. Међутим, крајем тог века, однос између западног и источног утицаја на исламску цеивилизацију се драстичн променио, те је присуство источне, нарочито персијске географије, било знатно запаженије. Том преокрету су много допринели персијски мислиоци исламске вероисповести. Муслимани тада своје инфомације о географским карактеристика разних делова Ирана и граница сасанидске динстиоје, као и о разним политичким, друштвеним и административним променама у тој династији, добијају из аутохтоне литературе и начно-евиденталних роковника. Све је ово омогућило једноставније прихватање многиг географских концепција и доктрина у исламском свету, а посебно треба издвојити древну персијску визију о седам држава (региона), односно о седам подручја (хафт елким). На основу те теорије, земаљска кугла се дели на седам геометријско подједнаких кругова и обухвата сва подручја о којима се говорило у древној Персији. Осим тога, у списима из исламског периода о путовањима се јасно уочава присуство иранске научне традиције. То потврђују бројни персијски термини у списима о мореплорству, као што су: бандар (срп. лука), находа (срп. капетан) и рахнаме, односно рахнамиђ (срп. путопис).
Старогрчка традиција је такође знатно утицала на развој географије у исламском свету. Муслимани су астрономску и географску начну тадицију античких Грка преузели захваљујући проводима дела Клаудија Птолемеја. Ипак, нису се ограничили само на Птолемејеве списе. Они су веома брзо превели и остала славна дела те баштине, у које спада и чувена Географија Мариноса из Тира, који је користио и муслимански географ Масуди. Преведен је Платонов Тимај, као и Аристотелово дело о метеорологији (арап. ал-Асар ал-улвија) и Метафизика (арап. Ма ба'д ат-табиа).
Географска истраживања муслимана нису била територијално ограничена на Андалузију, север Африке, југ Европе и на главне делове Азије. Она су укључивала и Индијски океан, али и бројне реке које се уливају у њега, као и околна мора и заливе. Муслимани су бродовима, као и припадници многих цивлизација, путовали слободним водама и тако унапредили своје морепловачке вештине. Они су умногоме допринели и развоју морске картографије. Посебно техничко усавршавање производње астролаба представља само један аспект њихових достигнућа из области морепловства.
Интересовање за научну географију у историји исламске цивилизације се јавља већ у периоду владавине абасидског калифа Менсура Даваникија. Ова научна дисциплина се посебно развија током доба његовог потомка и каснијег наследника Мамуна Абасија. На захтев калифа Мамуна реализовани су ваома значајни пројекти из ове области, попут мерења географсе ширине важних места у оновременом исламском свету, оснивање велике опсерваторије, те израде географских мапа, као и бројних мерних инструмената. Мамун је био посебно заинтересован за превођење старих географских и картографских списа индијске, персијске и старогрчке баштине. Велики талас тадашњих научних подухвата умногоме је допринео знатном развоју географије у периоду Мамунове владавине. Лучни степен еклиптике (каусу нисф ан-нахар) измерен је у то време. Просечни резултат мерења величине једног степена еклиптичког угла била је дужина од 56,66 арапских миља, што је у поређењу са савременим резултатима било изузетно прецизно. Такође, једна група муслиманских астронома тада израђује и чувене астрономске таблице које су публиковане у збирци аз-Зиџ ал-мумтахан. Наравно, због ових подухвата није била занемарена ни картографија. У то доба, илустрована је велика светска карта која је названа Мамунова карта (ас-Сура ал-Мамунија). Упоређујући ову карту са мапама у Птолемејевим и Мариносовим списима, Масуди тврди да је она много прецизнија од претходних.
Врхунцем развоја географских дисциплина међу муслиманима је био 11. век. Географија у том периоду је била на веома завидном нивоу. Велики удео у том значајном интелектуалном прогресу је имао Абу Рејхан Бируни. Бируни, пре свега, износи сажети критички преглед главнине дотад постигнутих резултата у географским истраживањима. Међутим, гледано из друге перспективе, треба додати да је он и измерио географске координата неколико градова захваљујући свом математичком и астрономском знању. Такође је и забележио једно од најважнијих географских достигнућа у историји географије и астрономије у исламском свету – меру једног степена географске ширине. Своје студије математичке географије је презентовао у делима Тахдиду нихајат ал-амакин (срп. Означавање просторних ктајева), Кануну Масуди (срп. Масудијев канон) и ат-Тафхим ил аваили сина'а ат-танђим (срп. Тумачење почетних студија астрономске вештине). Његова посебна географска гледишта презентована у овим књигама обухватају студије о кугластом облику Земље и о дужини њеног пречника, о водама, копну и односу међу њима, као и о седам региона. Само у Масудијевом канону је споменуо прецизне географске координата шест стотина подручја.
Бируни је своје научно умеће показао и у картографији. У свом тракту Тастих ас-сувар приказује начин скицирања кугле на равној површини, што је корисно за креирање астролаба, а касније је употребљено и за креирање прецизних географских мапа.
У 12. веку се појављују веома иновативни географски списи, односно лексикони који стварају нову и целовиту врсту космографије, описујући целокупни свет од неба до Земље. Сходно томе, географија у доба Мамелука у Египту добија значајно место у енциклопедијама и научним лексиконима, тако да је њен утицај често приметан и у целокупном садржинском усмерењу тих лексикона. Крајем тог века, задовољни дотад постигнутим резултатима пређашњих мислилаца, географи улазе у период научне стагнације. За собом нису оставили скоро ниједно значајно иновативно дело. Користећи постојећу литературу, они су искључиво уносили мање промене и коментаре у текстове.

## Истакнути научници
У исламском средњовековном свету, науке, укључујући и филозофију, су холистички схваћене. Свака научна дисциплина се сагледава у оквира њеног односа са осталим дисциплинама, као да су све оне гране једног дрвета. У том контексту, најчувенији научници у исламској цивилизацији су полимате, зване „хаким“ тј. „мудрац“. Њихова улога у ширењу наука је неприкосновена.
„Хаким“ је често био и песник и писац, који је био вешт у медицини, колико је и у астрономији и математици. Ови мултиталентовани мудраци су средишње фигуре исламске науке које су разрадиле и реализовале јединство наука. Они су начинили научни развој кроз своја открића и истакли науку у својим истраживањима на најбољи начин. Неки од тих научника су:
- Џабир син Хајанов (од осмог до деветог века) је био хемичар који је спроводио обимне експерименте и створио многа дела о науци и хемији које су употребљене до данашњег дана. Џабир је описао лабораторијске технике и експерименталне методе у хемији. Он је идентификовао многе супстанце укључујући и сумпорну и азотну киселину. Он је објаснио процесе као што су сублимација, редукција и дестилација. Он је употребио справе као што су алембик и реторту. Постоји знатна несигурност у изворност многих дела која су њему приписана[18][19].
- Браћа Бену Муса (Синови Мусе), Мухамед, Ахмед и Хасан (из раног деветог века) су синови истакнутог астронома. Они су били блиски калифи Мамуну, те су допринели много превођењу старогрчких списа на арапски језик. Они су разрадили математику купа и елипси и спроводили астрономска осматрања. Што је најзначајније, они су међу првима обратили пажњу аутоматизацији и направили моделе које су описали у својој „књизи о генијалним уређајима“.[20][21][22]
- Џахиз (781—869) је био први биолог који је писао о утицају животне средине на преживљавању животињских врста. Први је описао борбу за опстанак. Џахиз је такође први дискутовао о ланцима исхране. Он је приврженик детерминизма животне средине, доказујући да животна средина може да предодреди физичке карактеристике становника одређеног друштва и да је узрок разлике у боји људске коже управо животна средина.[23][24]
- Ибн Исхак Кинди (801—873) је био филозоф и мултидисциплински научник који је активно учествовао у превођењу грчких класичних дела на арапски језик. Он се залагао да опише сродност исламског веровања са тежњом ка разумом, однос који би могао да реши несугласице које су створене између њега и неких исламских правника. Он је критиковао основе хемије и астрологије, и допринео опсежно обрађеним научним темама у својим писањима. Кинди се бавио и криптографијом за калифу. Он је написао трактат на тему времена, простора и релативног кретања[25]
- Хунејн ибн Исхак (809—873) је био један од најважнијих преводилаца старогрчких текстова на арапски језик. Он је био физичар, а писао је и у вези са медицином. Он у својим преводима тумачи, коригује и допуњује старогрчке текстове. Неки од његових превода медицинских књига су дуго година коришћене у Европским круговима. Он је такође писао о медицинским темама, посебно о људском оку. Његово дело „Десет расправа о људском оку“ је био утицајан на Западу све до седамнаестог века.[26]
- Мухамед Хорезми (Харазми) (око 800 – око 850) је персијски математичар,[27] географ и астроном. Он се сматра као највећи математичар у муслиманском свету. Хорезми је увео модерну нумеричку нотацију, која је од огромне практичне вредности и њено прихватање је један од великих корака у математици (у Европу је стигла у латинском преводу после 1240). Он је развио Алгебру која је добила назив по његовој књизи „Китабу ел-ђабр“. Грешка у наслову донела је реч алгебра, а грешка у писању имена аутора дала је термин алгоритам. Хорезми је користио Еуклидову геометрију у својим доказима.[28]
- Ебу Бекр Зекерија Рази (око 854 до 925/935) је био персијанац, рођен у граду Реју, у Ирану. Он је био мултидисциплински научник који је писао о разним темама, док су његови најзначајнији радови из области медицине. Он је идентификовао велике и мале богиње (оспице), и открио да је грозница део телесне одбране. Рази је написао у 23 тома компендијум кинеске, индијске, персијске, асирске и грчке медицине. Рази је довео у питање неке аспекте класичне грчке медицинске теорије о томе како четири хумора регулишу процес живота. Он је оспорио Галенов рад са неколико приступа, укључујући и лечење крварењем, за које данас знамо да је било погрешно. Његово мишљење да крварење не помаже лечењу се показало корисним.[29]
- Фараби (око 870-950) је био рационални филозоф и математичар који је покушао да геометријски објасни понављање шаблона у ислмамском украсном уметношћу. Његова књига на ту тему се назива „Духовно занатство и природне тајне у детаљима геометријских фигура". [30]. Он је, такође, стручњак у музици, као и непоредив политички филозоф, чак можда и оснивач политичке филозофије у Исламу.[31]
- Ибн Сина (Авицена) (908—946) је био персијски физичар, астроном, психолог, математичар и филозоф из Бухаре. Поред свог животног дела, „Канон медицине“, обавио је важне астрономске опсервације и размотрио низ тема међу којима су различити облици енергије и особине светлости. Он је допринео развоју математичких техника.[32]
- Омар Хајам (1048—1131) је био персијски песник и математичар који је израчунао дужину године са прецизношћу пет децимала. Открио је геометријска решења за свих тринаест кубних једначина. Он је развио неке квадратне једначине које су још увек у употреби. Хајам је добор познат на Западу по својој поезији „Рубаије“.[33]
- Насирудин Туси (1201—1274) је био персијски астроном и математичар који је живео у време монголских инвазија Џингиc-кана и његовог унука Хулаку-кана. Туси је написао важну ревизију на Птолемејевом небеском моделу. Када је Туси постао Хулакуов астроном, он му је опремио импресивну опсерваторију и омогућио приступ кинеским техникама посматрања. Туси је развио тригонометрију толико да је то постала засебна област. Он је саставио најпрецизнију астрономску табелу доступну до тог времена.[34]